# نورمان ليفينسون
نورمان ليفينسون (بالإنجليزية: Norman Levinson) (11 أغسطس 1912 في لين، ماساتشوستس - 10 أكتوبر 1975 في بوسطن) عالم رياضيات أمريكي، اشتهر بمساهماته الرئيسية في دراسة تحويلات فورييه، التحليل المركب، المعادلات التفاضيلية غير الخطية، نظرية الأعداد ومعالجة الإشارات.

## السيرة الذاتية
في بداية حياته المهنية عمل مع نوربرت وينر. التحق بمعهد ماساتشوستس للتكنولوجيا في عام 1937. في عام 1974، نشر ورقة يثبت فيها أن أكثر من ثلث الأصفار في دالة زيتا لريمان تقع على الخط الحرج والتي تم تحسينها فيما بعد من قبل كونري لتصبح النسبة خمسي الأصفار لا الثلث.
نجح في عام 1934 في الحصول على درجتي البكالوريوس والماجستير في الهندسة الكهربائية من معهد ماساتشوستس للتكنولوجيا حيث درس تحت اشراف نوربرت وينر. حصل على زمالة ريدفيلد بروكتور من معهد ماساتشوستس للتكنولوجيا للدراسة في جامعة كامبريدج مع وعد بإعطاءه درجة الدكتوراه عند عودته للمعهد بغض النظر عما يحققه في جامعة كامبريدج.
خلال الأربع أشهر الأولى له في كامبريدج، كتب ورقتين بحثيتين. مع حلول عام 1935، منحه معهد ماساتشوستس للتكنولوجيا درجة الدكتوراه في الرياضيات.

## الحياة الشخصية
تزوج نورمان ليفينسون في عام 1938 من زيبوراه رزق منها بابنتين وأربعة أحفاد. توفي في عام 1975 بعد صراع مع مرض ورم الدماغ في بوسطن، في حين توفيت زوجته في عام 2009 عن عمر يناهز 93 عاما.
أشرف نورمان على مناقشة أطروحة الدكتوراه لكل من رايموند ريدفير وهارولد شابيرو.

## التكريم والأوسمة
حصل نورمان ليفينسون على العديد من الأوسمة على مدار مسيرته العلمية، فعلى سبيل المثال:
- في عام 1954، حصل على جائزة بوشير التذكارية من جمعية الرياضيات الأمريكية.
- في عام 1970، جائزة ليستر فورد.
- في عام 1971، فاز بجائزة شوفينيت من جمعية الرياضيات الأمريكية بعد نشره ورقة عن نظرية الأعداد الأولية.[4]

## المنشورات
- نورمان ليفينسون (1940)، "نظريات الفراغ والكثافة، المجلد 26"، نيويورك. ردمك 0-8218-1026-X.[5]
- نظرية المعادلات التفاضلية العادية، ردمك (978-0-89874-755-3 MR 0069338، ).[6]
- منشورات مختارة من نورمان لينفيسون، المجلد الأول.
- منشورات مختارة من نورمان لينفيسون، المجلد الثاني.

## وصلات خارجية
- نورمان ليفينسون، أرشيف ماك لتاريخ الرياضيات، جامعة سانت أندروز.